# Ліпарисові

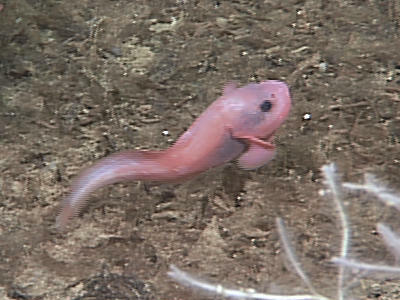
Careproctus ovigerum

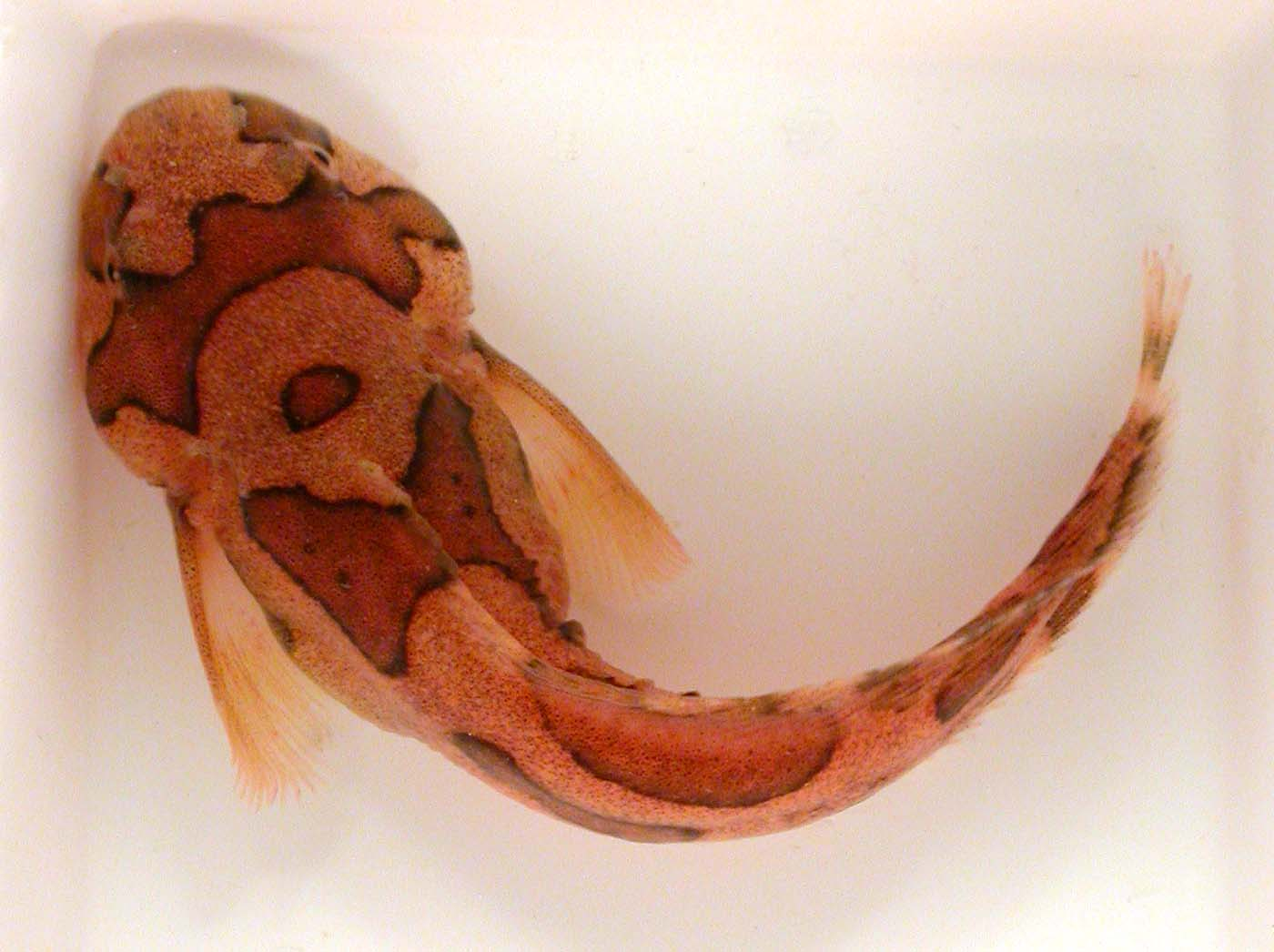
Liparis marmoratus

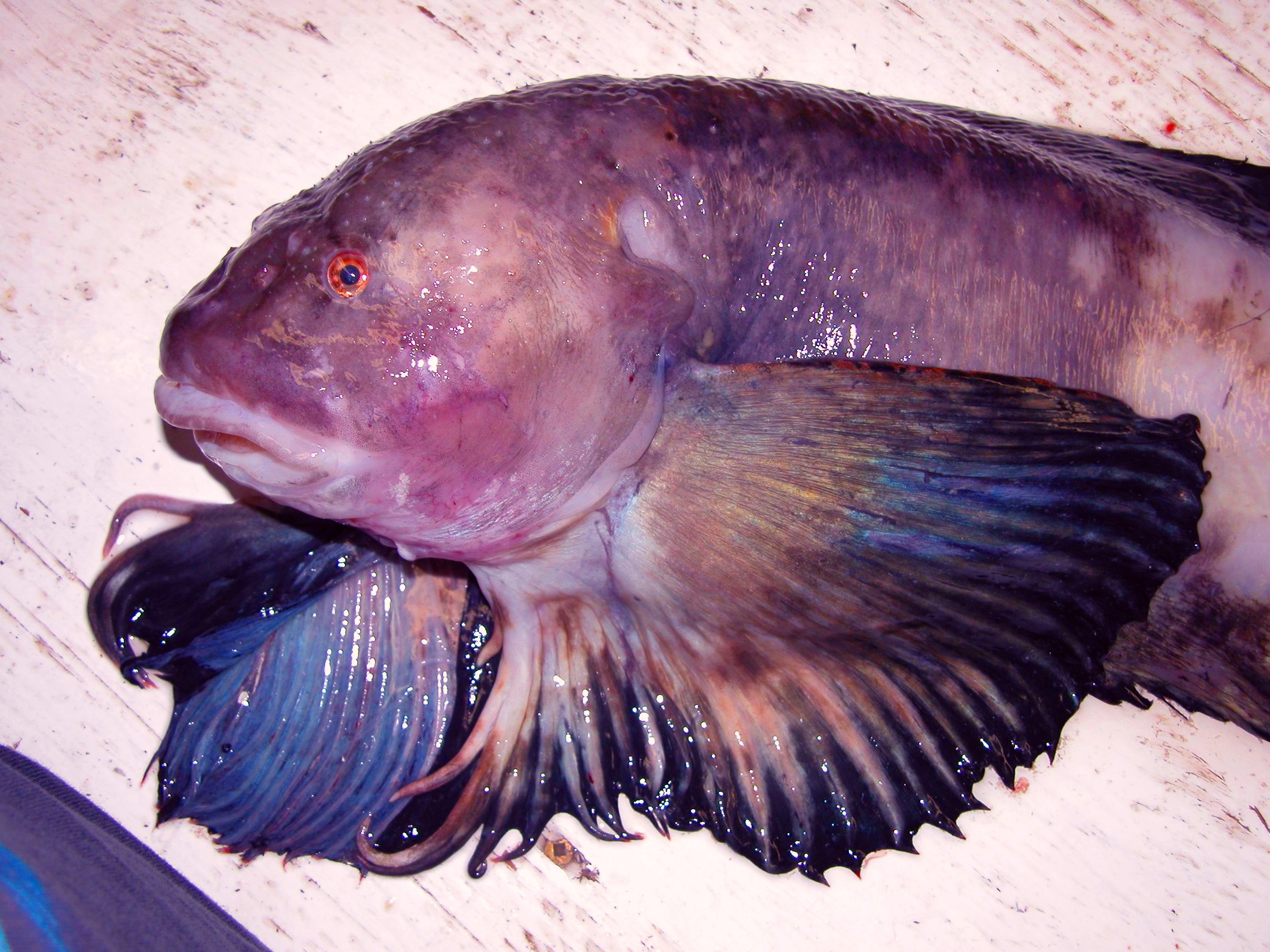
Liparis catharus

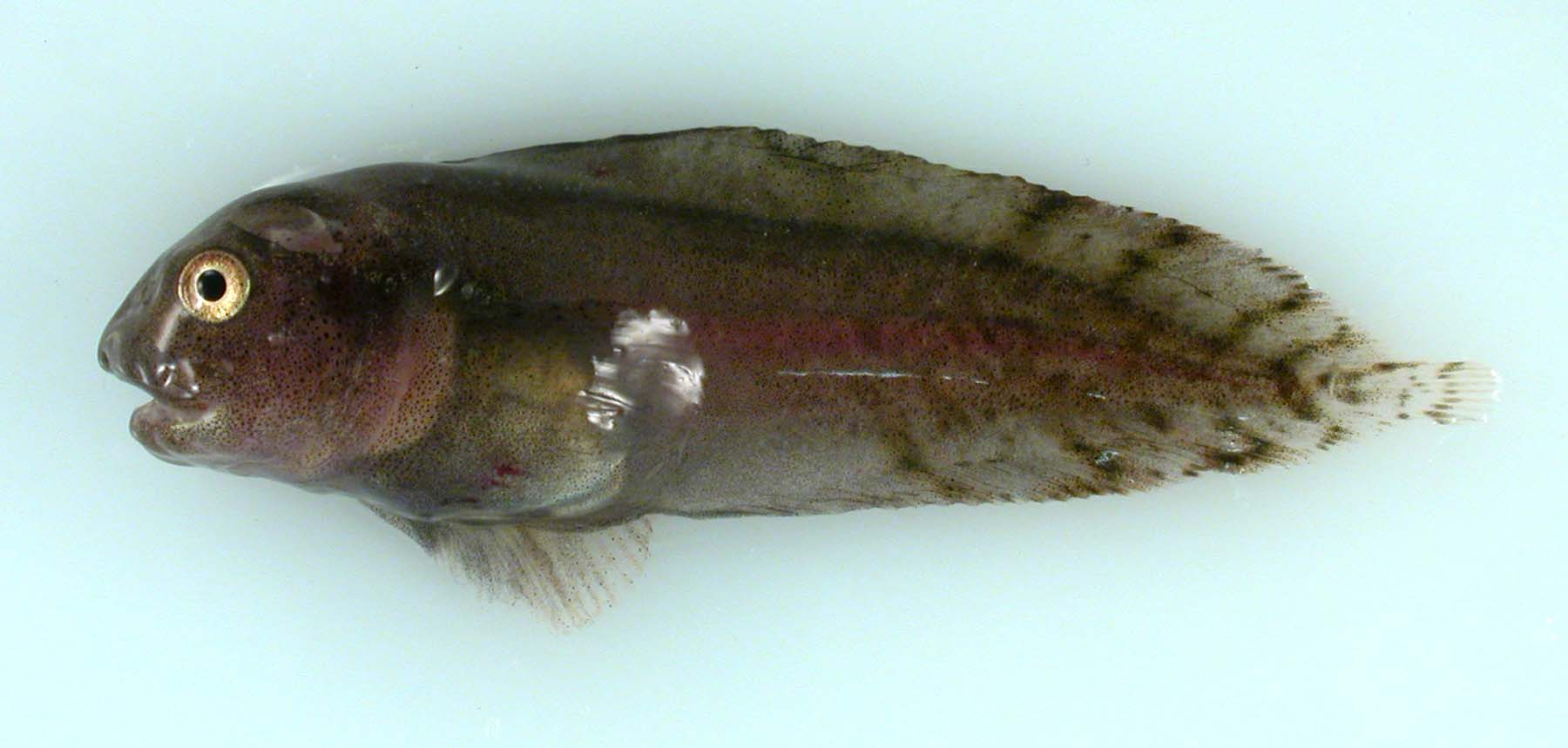
Liparis fabricii

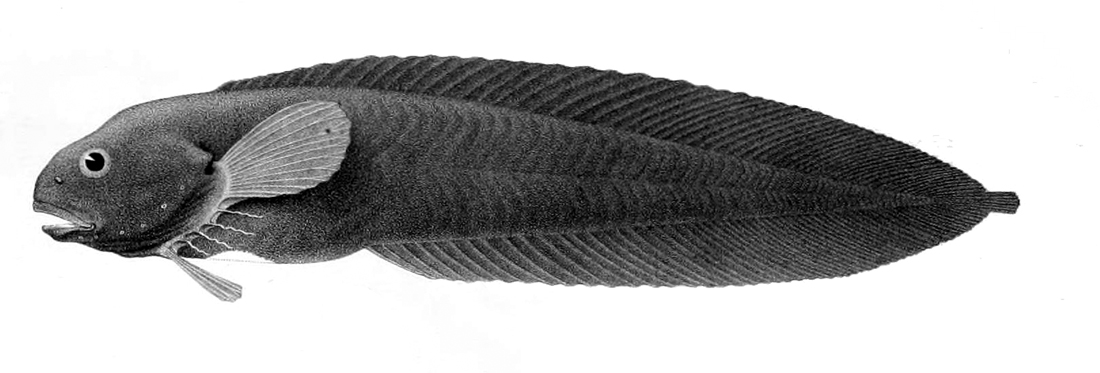
Paraliparis bathybius

Ліпа́рисові (Liparidae), також відомі як ри́би-слимаки́, або морські́ слимаки́ — родина морських риб ряду скорпеноподібних (Scorpaeniformes). Широко поширені в Арктиці та Антарктиці, а також північній частині Тихого океану. Родина містить 30 родів і 361 вид. Є близькими до психролютових (Psychrolutidae) і до пінагорів (Cyclopteridae).

## Роди
Родина містить такі роди:
- Acantholiparis
- Aetheliparis[4]
- Allocareproctus
- Careproctus
- Crystallias
- Crystallichthys
- Eknomoliparis
- Elassodiscus Gilbert & Burke, 1912
- Eutelichthys Tortonese, 1959
- Genioliparis Andriashev & Neyelov, 1976
- Gyrinichthys Gilbert, 1896
- Liparis Scopoli, 1777
- Lipariscus Gilbert, 1915
- Lopholiparis Orr, 2004
- Nectoliparis Gilbert & Burke, 1912
- Notoliparis Andriashev, 1975
- Osteodiscus Stein, 1978
- Palmoliparis Balushkin, 1996
- Paraliparis Collett, 1879
- Polypera Burke, 1912
- Praematoliparis Andriashev, 2003
- Prognatholiparis Orr & Busby, 2001
- Psednos Barnard, 1927
- Pseudoliparis Andriashev, 1955
- Pseudonotoliparis Pitruk, 1991
- Rhinoliparis Gilbert, 1896
- Rhodichthys Collett, 1879
- Squaloliparis Pitruk & Fedorov, 1993
- Temnocora Burke, 1930
- Volodichthys[5]